# Казьмін Петро Михайлович
Петро Михайлович Казьмін (рос. Петр Михайлович Казьмин; 17 жовтня 1892, с. Третяки, Тамбовська губернія, Російська імперія — 30 червня 1964, Москва, СРСР) — радянський фольклорист і диригент. Народний артист РРФСР (1944). Народний артист СРСР (1961). Лауреат Сталінської премії (1952). Нагороджений орденом Трудового Червоного Прапора (1944) та медаллю «За доблесну працю у Великій Вітчизняній війні 1941—1945 рр.» (1945).

## Біографічні відомості
У 1915 закінчив Ніжинський історико-філологічний інститут (нині Ніжинський державний університет імені Миколи Гоголя). Того ж року захистив кандидатську дисертацію із російського пісенного фольклору. Викладав у музичних навчальних закладах Сімферополя, а з 1921 року — Москви.
Від 1925 року заступник керівника Російського народного хору імені Митрофана П'ятницького. Упродовж 1927—1964 рр. — художній керівник (разом із Володимиром Захаровим).
Автор текстів пісень «Білим снігом», «Російська красуня», літературно-музичних композицій «Російське весілля», «Посиденьки».
Помер 30 червня 1964 року. Похований на Новодівочому цвинтарі у Москві.

## Праці
Писав статті з питань народної творчості. У 1958 році разом із Володимиром Захаровим підготував до видання записи пісень Російського народного хору імені Митрофана П'ятницького.
Автор і співавтор книг «Страницы из жизни М. Е. Пятницкого» (1961, 1964), «Воспоминания о В. Г. Захарове» (1967), «С песней. Страницы из дневника» (1970).